# سینمای ترکیه

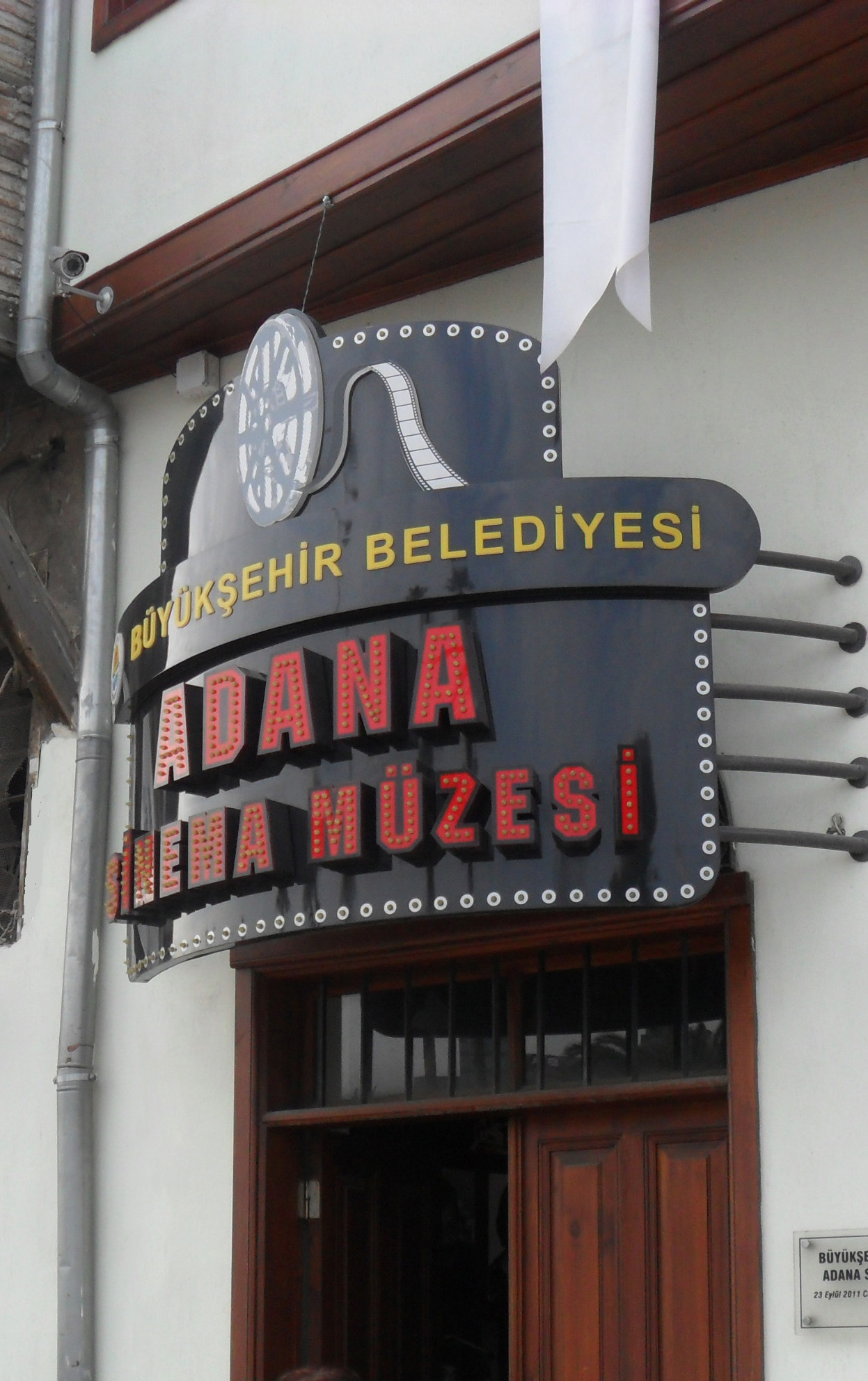
موزه سینمای آدانا

یک سال پس از نخستین نمایش فیلم ورود قطار به ایستگاه در فرانسه، این فیلم به عنوان اولین فیلم سینمایی در ترکیه به نمایش در آمد.
تاریخ سینمای ترک را می‌توان به ۷ دوره متفاوت تقسیم کرد:
1. سال‌های بین ۱۹۱۴ تا ۱۹۳۰،
2. سال‌های بین ۱۹۳۱ تا ۱۹۵۰،
3. سال‌های بین ۱۹۵۱ تا ۱۹۶۰،
4. سال‌های بین ۱۹۶۱ تا ۱۹۷۰،
5. سال‌های بین ۱۹۷۱ تا ۱۹۸۰،
6. سال‌های بین ۱۹۸۱ تا ۱۹۹۰،
7. سال‌های بعد از سال ۱۹۹۰ یا همان دوره معاصر سینمای ترک.[۱]

در سال ۱۹۱۴، فواد اوزکینای با ساختن یک فیلم مستند اولین فیلم ترک را ساخت.

## دوران یشیل‌چام
یشیل‌چام (به ترکی: Yeşilçam) به معنای کاج سبز، اصطلاح معروفی است برای صنعت فیلم ترکیه مانند هالیوود برای صنعت سینمای آمریکا. این نام از خیابان یشیل‌چام در محلهٔ بی‌اوغلو استانبول برگرفته شده است. جایی که پایگاه بازیگران، کارگردانان و دست‌اندرکاران سینمای ترکیه بود.
دوران اوج شکوفایی یشیل‌چام ده‌های ۱۹۵۰ تا ۱۹۷۰ میلادی با ساخت حدود ۲۵۰ تا ۳۵۰ فیلم در سال بود. 
با کودتای نظامیان در سال ۱۹۸۰ دوران این سینما هم پایان یافت.

در حال حاضر محبوب ترین ژانر سینمای ترکیه ژانر کمدی می باشد.

## کارگردان‌های سرشناس
- ییلماز گونی
- نوری بیلگه جیلان
- فاتح آکین
- سمیح کاپلان اوغلو
- فرزان ازپتک